# Cribrilaria picardi
Cribrilaria picardi is een mosdiertjessoort uit de familie van de Cribrilinidae. De wetenschappelijke naam van de soort is voor het eerst geldig gepubliceerd in 1988 door Harmelin.